# Escuadra de Sarmiento
Se denomina «Escuadra de Sarmiento» a un conjunto de naves de guerra fluviales incorporadas durante la presidencia Domingo Faustino Sarmiento con el objeto de modernizar la Armada Argentina y dotarla de una mínima capacidad operativa frente al poder naval del Imperio del Brasil.

## Antecedentes
La importancia de la marina del Imperio del Brasil durante la guerra del Paraguay constituyó para la República Argentina una lección y contribuyó a despertar la conciencia naval en algunos de sus principales dirigentes.

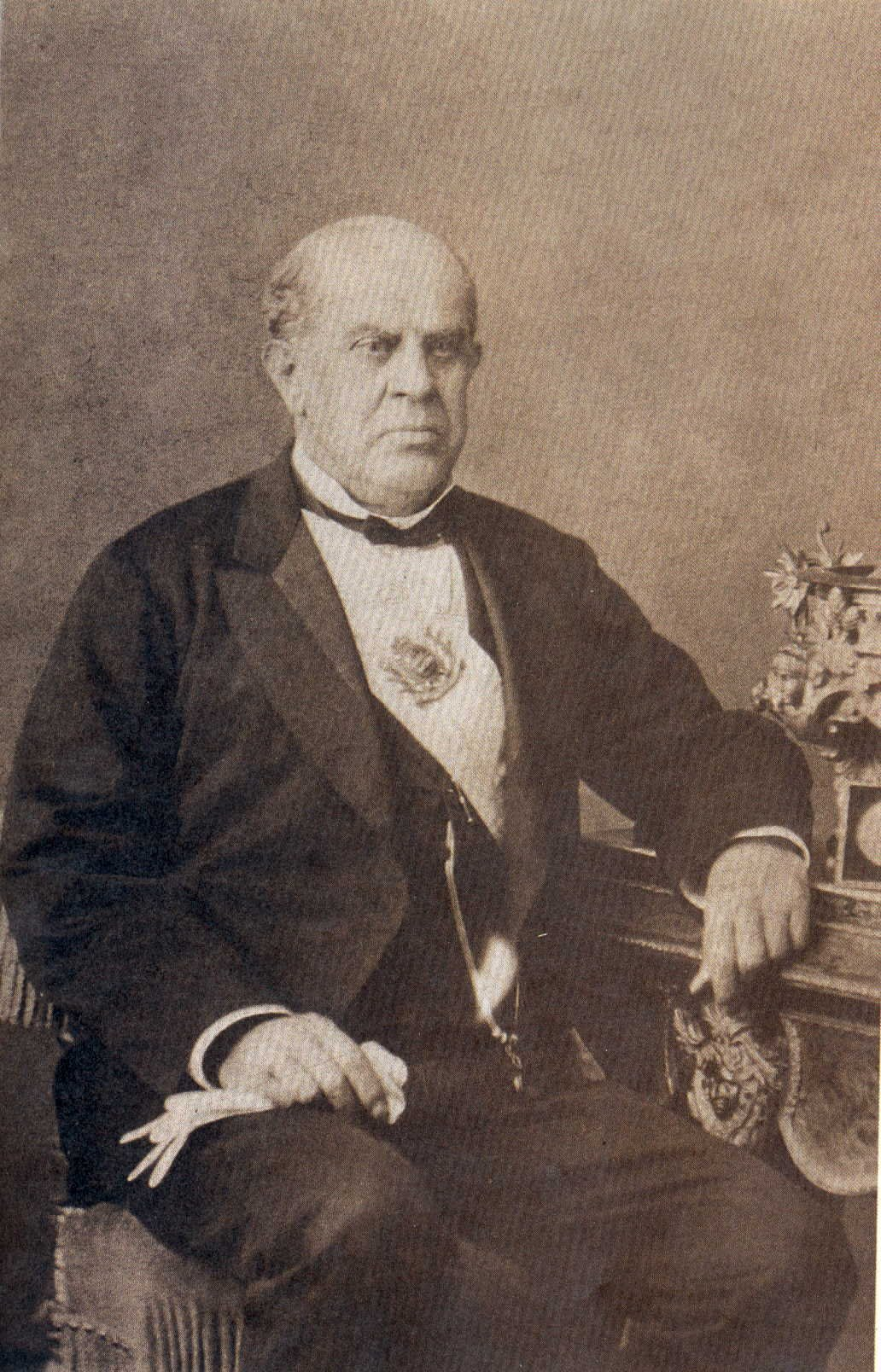
Domingo Faustino Sarmiento.

Domingo Faustino Sarmiento encontró al asumir la presidencia en 1868 una situación internacional compleja y escasas posibilidades de maniobra, limitado principalmente por la falta de un mínimo poder naval.
Aún en campaña, el ministro de Guerra y Marina de Sarmiento coronel Martín de Gainza comunicaba en su memoria el estado de la armada afirmando «Siento tener que cumplir con el penoso deber de dar cuenta a VVHH que carecemos absolutamente de escuadra. Algunos buques en mal estado y algunos jefes y oficiales, aunque muy dignos, no constituyen una escuadra».
La guerra del Paraguay terminaba pero comenzaban las tensiones por la demarcación de límites con Brasil, Paraguay y Bolivia.
Sin apoyo armado, la diplomacia argentina encabezada por Mariano Adrián Varela Cané encaró una negociación idealista, actuó "evangélicamente" al decir de Estanislao Zeballos, proponiendo una resolución de la cuestión limítrofe en pie de igualdad con el vencido. La "Doctrina Varela", sintetizada en la frase "la victoria no da derechos a las naciones aliadas para declarar por sí, límites suyos los que el tratado señaló" fue rechazada por Brasil, adoptando una posición agresiva, apoyada por un fuerte ejército de ocupación y una poderosa escuadra que incluso ocupaba la isla argentina de Cerrito (o Atajo) en la confluencia de los ríos Paraguay y Paraná.
Sarmiento, decidido a romper con la diplomacia de su antecesor Bartolomé Mitre en sus relaciones con los países de la región, caracterizada por su actitud probrasileña, su indiferencia hacia los países del Pacífico y su descuido en asegurar el equilibrio militar en la región resolvió en agosto de 1870 el reemplazo de Varela por Carlos Tejedor quien con dureza exigió a Brasil el respeto por las cláusulas estipuladas en el tratado de la Triple Alianza.
Brasil acordó sin embargo con el gobierno de Cirilo Rivarola en sendos protocolos del 15 de diciembre de 1870 y 14 de enero de 1871 la disposición a alcanzar un tratado exclusivo de límites entre Brasil y Paraguay, desentendiéndose del gobierno argentino en clara violación del artículo 6º del tratado de la Triple Alianza del 1º de mayo de 1865. Brasil decidía también en forma unilateral sus fronteras con el Paraguay e incluso los de Argentina, ya que retenía para sí los territorios en disputa y acordaba sin permiso de Buenos Aires que el límite argentino no pasaría del Pilcomayo.
El 9 de enero de 1872 por el tratado Cotegipe-Lóizaga el Imperio del Brasil se quedaba con la tercera parte del Paraguay y mantenía los ejércitos de ocupación por cinco años. Sarmiento consideraba que el tratado "...dejará al Paraguay provincia brasilera, a la que se agregará por los mismos medios la Banda Oriental, y no tardarían en seguir la de Entre Ríos y Corrientes" y que "en pocos años seremos del Imperio, o tan menguada república que no valga reivindicar ni el nombre".
El creciente y grave conflicto provocó que el gobierno brasileño alentara las reivindicaciones territoriales de Bolivia y Chile. Entre 1872 y 1873 el canciller chileno Adolfo Ibáñez y Gutiérrez sostenía con la aquiescencia de Brasil sus pretensiones sobre el territorio patagónico al sur del Río Negro (Argentina) y "del otro lado de Los Andes, especialmente a la altura de Talca y Chillán".

## La Escuadra de Sarmiento

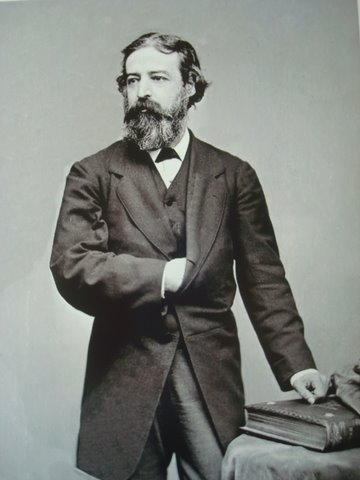
Fotografía del Ministro
Manuel Rafael García Aguirre.

La evidente necesidad de una marina de guerra impulsó al Congreso Argentino a sancionar la Ley Nº498 del 27 de mayo de 1872 (de Armamento Naval) que autorizaba la compra de "tres buques de guerra encorazados del sistema más adelantado y máars adecuado al servicio en aguas de la República". A tal efecto, el presidente Domingo Faustino Sarmiento dispuso el traslado inmediato de su amigo Manuel Rafael García Aguirre (hasta entonces jefe de la legación argentina en Washington) en comisión a Londres a fin de efectuar la compra de los mentados buques y supervisar su construcción.
Pese a ser completamente lego en temas navales, García Aguirre encaró la tarea con el mayor celo y se asesoró con dos ex-oficiales confederados de la Guerra de Secesión de los Estados Unidos, los capitanes Thomas Jefferson Page y Hunter Davidson. 
Fue tal el empeño de García Aguirre en la tarea, que no dudó en asesorase a su vez con varios oficiales del Almirantazgo Británico, de quienes informa a Sarmiento:

"Los del departamento de artillería no han podido tratarme mejor (...) Lea las tiras adjuntas sobre acorazados; nada de buques grandes y muy pesados de coraza. Me recomiendan buques pequeños con grandes cañones que sirvan como baterías flotantes y de fácil traslación de un punto a otro."

Fruto de la experiencia recogida y gracias al asesoramiento recibido, García Aguirre firmó sendos contratos que culminaron con la adquisición de los Monitores Los Andes y El Plata, cuatro bombardas (Pilcomayo, Bermejo, Constitución y República) de 400 toneladas y dos cañoneras (Paraná y Uruguay) de 600 toneladas.
Finalmente, los buques que compusieron la escuadra fueron:
- Monitores El Plata y Los Andes, de 56,68 m de eslora, 13,40 de manga, 3,35 de puntal, un calado medio de 3,50 m y 1.677 tn de desplazamiento. Tenían casco de hierro con espolón a proa y un blindaje de 160 mm de acero,[6] 255 mm en la torreta principal de artillería, que era movida a vapor.

Portaban dos máquina de vapor (a babor y estribor) de 750 HP cada una, con dos hélices que le permitían mantener una velocidad de crucero de 9,5 nudos. Transportaba 120 tn de carbón. Montaban en la torre 2 cañones Armstrong de avancarga de 200 libras, dos cañones ligeros de 47 mm en barbeta cubierta y 4 cañones de tiro rápido Hotchkiss de 37 mm. Adquiridos por £85.000 libras cada uno en los astilleros Cammell Laird de Birkenhead, Inglaterra, se incorporaron en 1875 al mando de Bartolomé Cordero y Ceferino Ramírez respectivamente.

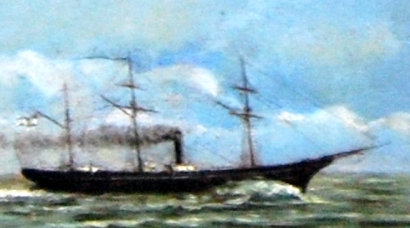
Cañonera Paraná.

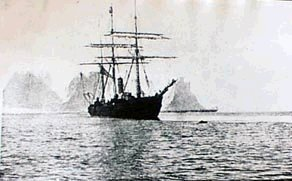
Cañonera ARA Uruguay en 1874.

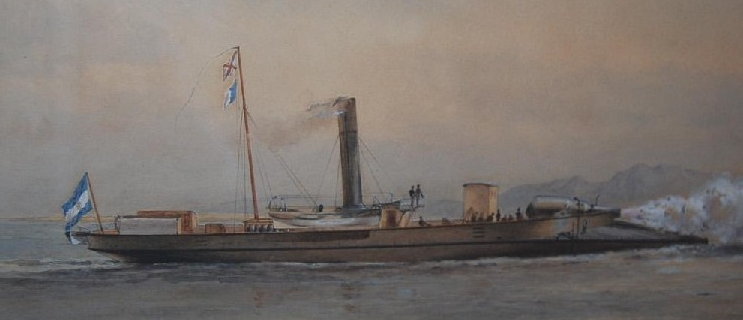
Cañonera Pilcomayo (o su gemela Bermejo)

- Cañoneras Paraná y Uruguay, de 46,36 m de eslora, 7,63 de manga, 5,40 m de puntal, un calado medio de 3,5 m y un desplazamiento de 550 tn., con velamen (aparejo de corbeta) y una máquina a vapor de 475 HP, la cual movía una hélice que les permitía alcanzar una velocidad crucero de 10 nudos y máxima de 11. Transportaban 90 tn de carbón que les permitían una autonomía de 1500 millas. El casco de hierro estaba totalmente forrado con madera de teca. Montaban 4 cañones Vavasseur de 7" sobre cureñas de hierro, uno delante de la chimenea, otro detrás y los restantes en cada banda. Adquiridas por £32.000 cada una en los astilleros Cammell Laird, se incorporaron a la escuadra en 1874 al mando de Ceferino Ramírez y Erasmo Obligado respectivamente.

- Bombardas Constitución y República, de clase Rendell modificadas, con 32,33 m de eslora, 9.19 de manga, 4,50 de puntal, 3,20 de calado medio y un desplazamiento de 416 tn.

Buques mixtos, con casco de hierro, tenían aparejo de un solo palo y utilizaban una máquina de vapor de 400 HP que impulsaba dos hélices gemelas alcanzando una velocidad de crucero de 9 nudos. Transportaban 45 tn de carbón.
Montaban un cañón Armstrong de avancarga de 240 mm, en cureña fija sobre la proa con lo que sólo podía disparar en línea de quilla y debía apuntarse con golpes de timón. Llevaban dos cañones ligeros de 80 mm sobre cubierta, uno a cada banda. Adquiridas por £13.678 cada una en los astilleros Cammell Laird, se incorporaron a la escuadra en 1876 al mando de Juan Cabassa y Daniel de Solier respectivamente.
- Bombardas Pilcomayo y Bermejo, similares a las anteriores, con pequeñas diferencias (un calado menor, transportaban 62 tn de carbón que le aseguraban una autonomía mayor, modificaciones en cubierta) se incorporaron en 1875 al mando de Jorge Hobson Lowry y Francisco de la Cruz, respectivamente. Ambas fueron construidas en los astilleros Rennie&Co, Greenwich, Inglaterra (subcontratado por Cammell Laird).

- Vapor Taller y Depósito de torpedos y minas Fulminante, con 55 m de eslora, 9 de manga, 5 de puntal, un calado medio de 2,28 y un desplazamiento de 620 tn. Buque mixto, llevaba aparejo de goleta de dos palos y una máquina de vapor de tipo Compound con una hélice con la que alcanzaba una velocidad de 10 nudos. Llevaba 80 tn de carbón como combustible. Se incorporó en 1875 permaneciendo estacionario al mando de Hunter Davidson. Se incorporó también una flotilla de 4 lanchas torpederas, 2 de ellas asignadas al Fulminante, las primeras de la Armada Argentina. Los torpedos eran de bronce cargados con 65 libras de dinamita. Se los llamaba "de botalón" porque para su uso eran colocados en la punta de un botalón de hierro de 8 metros de largo.

- Vapores Avisos Resguardo y Vigilante, de 30 m de eslora, 5,5 de manga, 3,0 de puntal, un calado medio de 1,20 m y 100 tn de desplazamiento, llevaban dos máquinas de vapor de 92 HP que impulsaban dos hélices alcanzando una velocidad de 7 nudos. Transportaba 16 tn de carbón que le daban una autonomía de 6 días. Buque mixto, estaba aparejado como pailebote de 2 palos. Su casco era de hierro y llevaba un fuerte cintón de madera como defensa. Montaba un cañón Armstrong de 6 pulgadas. Adquiridos por £ 5.000 a Cammell Laird, se incorporaron a la Capitanía de Puertos al mando del piloto Cándido Chaneton y del práctico Juan Rubaclo, respectivamente.

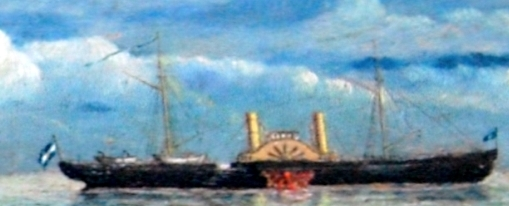
Vapor de transporte armado Pampa.

- Vapor de transporte armado Pampa, (ex Parminghan), adquirido en 1870 a Miguel Soler & Cía en $f 50.000.

Con una eslora de 69,44 m, 7,44 de manga, 3,41 de puntal, un calado medio de 2.00 m y 409 tn de desplazamiento, tenía casco de acero dulce, arboladura de pailebote de dos palos, una máquina de vapor de 260 HP con 2 cilindros, y 4 calderas, que impulsaba ruedas laterales alcanzando una velocidad máxima de 13 nudos y 8 de crucero. Estaba armado inicialmente con 2 cañones Krupp de 75 mm.
- Algunas naves menores: vapor Sirena, remolcador Puerto de Buenos Aires, transporte Santa Fe, ballenera Guarda Costa, lancha Talita y Pontón Vanguardia

## Medidas complementarias
Por otra parte, pese a las protestas de Brasil, Sarmiento dispuso artillar fuertemente la Isla Martín García con cañones costeros pesados Rodman que, si bien eran ya anticuados (de avancarga y ánima lisa), por su elevado calibre (381 mm, 500 libras) eran capaces de dañar el blindaje de los monitores imperiales y cubrir los canales de acceso a los ríos interiores.[cita requerida]
A los efectos de establecer bases logísticas y talleres para los buques que se compraban, en octubre de 1873 obtuvo del Congreso los fondos para la construcción de un arsenal y depósito de marina en Zárate, que creó en diciembre de ese año.
Finalmente, Sarmiento creó la Escuela Naval el 5 de octubre de 1872, que operó en sus comienzos a bordo del vapor General Brown a cargo del sargento mayor Clodomiro Urtubey, y que en una primera etapa se mantuvo hasta su disolución en 1877 a consecuencia de la "sublevación de los capotes", siendo reorganizada poco después en la corbeta Uruguay a cargo de Martín Guerrico.

## Consecuencias
Todas estas medidas contribuyeron a que el estuario dejara de ser recorrido por escuadras extranjeras en permanente actitud de presión y facilitaron probablemente la resolución de la cuestión de límites en 1875.[cita requerida]
Sin embargo aunque las unidades adquiridas representaban lo mejor que la tecnología mixta de la época (vela y vapor) podía brindar y aun cuando operaron tanto en los ríos argentinos como en alta mar, incluso en aguas de la Antártida, eras en todos los casos buques fluviales.[cita requerida]
Por otra parte, la incorporación de los buques principales, los monitores, provocaron de inmediato que Brasil adquiriera dos monitores más a su escuadra, el Javary y el Solimões de 3700 tn, 4 cañones de 250 mm y 2 de 37, incorporados en 1875, mientras que Chile sumaba el Cochrane y el Blanco Encalada, de 4500 tn, 13 nudos y 4 cañones de 9 pulgadas, que pronto serían decisivos en la guerra con Perú y Bolivia. Así, la mejora en la relación de fuerzas en poco tiempo se vio nuevamente desnivelada lo que sería puesto de manifiesto en 1878 en ocasión de la Expedición Py.